# 劳伦·多伊尔
劳伦·多伊尔（英語：Lauren Doyle，1991年2月23日—），美国女子七人制橄榄球运动员。她曾代表美国参加2016年、2020年和2024年夏季奥林匹克运动会七人制橄榄球比赛，获得一枚铜牌。